# Bathylasma aucklandicum
Bathylasma aucklandicum är en kräftdjursart som först beskrevs av James Hector 1888.  Bathylasma aucklandicum ingår i släktet Bathylasma och familjen Bathylasmatidae. Inga underarter finns listade i Catalogue of Life.